# Vaucogne
Vaucogne es una comuna francesa situada en el departamento de Aube, en la región de Gran Este.

## Demografía
| 71 | 69 | 60 | 55 | 68 | 65 | 82 | 75 | 74 |
| Para los censos de 1962 a 1999 la población legal corresponde a la población sin duplicidades (Fuente: INSEE [Consultar]) |    |    |    |    |    |    |    |    |